# Толтеродин
Толтеродин (англ. Tolterodine, лат. Tolterodinum) — синтетичний препарат, який відноситься до блокаторів м-холінорецепторів, а за хімічним складом є третинним аміном. Толтеродинн застосовується перорально

## Фармакологічні властивості
Толтеродин — синтетичний лікарський препарат,, який відноситься до блокаторів м-холінорецепторів та за хімічним складом є третинним аміном. Механізм дії препарату полягає в блокуванні м-холінорецепторів різних підтипів, зокрема підтипів М3, які знаходяться в стінці сечового міхура, та частково й M2, що спричинює інгібування впливу ацетилхоліну на м-холінорецептори внутрішніх органів, зокрема сечового міхура, що спричинює розслаблення детрузора сечового міхура, а також знижує скоротливість гіперрефлекторного сечового міхура, наслідком чого стає зниження частоти спонтанних скорочень детрузора сечового міхура, збільшення місткості сечового міхура, а також знижує частоту позивів до сечовипускання. Толтеродин застосовується при гіперактивності сечового міхура, у тому числі з нетриманням сечі в дорослих та при частих імперативних позовах до сечопуску, в тому числі в чоловіків із доброякісною гіперплазією передміхурової залози. Завдяки більшій спорідненості толтеродину до м-холінорецепторів стінки сечового міхура при його застосуванні спостерігається значно менше побічних ефектів, ніж при застосуванні оксибутиніну.

### Фармакокінетика
Толтеродин швидко та добре всмоктується у шлунково-кишковому тракті, біодоступність препарату в осіб із стандартним вмістом CYP2D6 становить 17 % у зв'язку із ефектом першого проходження через печінку, в осіб із відсутнім CYP2D6 біодоступність толтеродину становить 65 %. Максимальна концентрація препарату при застосуванні таблеток із звичайним вивільненням досягається протягом 1—2 годин, при застосуванні капсул із сповільненим виділенням препарату максимальна концентрація толтеродину досягається протягом 2—6 годин після прийому препарату. Толтеродин добре зв'язується з білками плазми крові. Препарат погано проникає через гематоенцефалічний бар'єр, даних за проникнення препарату через плацентарний бар'єр та за виділення в грудне молоко в людей немає. Метаболізується толтеродин у печінці з утворенням спочатку активних, а пізніше неактивних метаболітів. Виводиться толтеродин із організму переважно із сечею у вигляді метаболітів, частина препарату виводиться з калом. Період напіввиведення толтеродину становить 2—4 години, цей час може змінюватися при порушеннях функції печінки і нирок, а також у осіб похилого віку.

## Покази до застосування
Толтеродин застосовують при гіперактивності сечового міхура, у тому числі з нетриманням сечі в дорослих та при частих імперативних позовах до сечопуску.

## Побічна дія
При застосуванні толтеродину побічні ефекти спостерігаються рідше, ніж при застосуванні інших м-холінолітиків, зокрема оксибутиніну. найчастішими побічними ефектами препарату є:
- Алергічні реакції та реакції з боку шкірних покривів — сухість шкіри, шкірний висип, набряк Квінке, бронхіт, синусит.
- З боку травної системи — нудота, блювання, діарея або запор, сухість у роті, біль у животі, гастроезофагеальна рефлюксна хвороба, порушення апетиту.
- З боку нервової системи — головний біль, запаморочення, сплутаність свідомості, галюцинації, порушення пам'яті, порушення зору, збудження, сонливість, сухість кон'юнктиви.
- З боку серцево-судинної системи — тахікардія, аритмії, припливи крові, серцева недостатність.
- Інші побічні ефекти — затримка сечі, дизурія, збільшення маси тіла.

## Протипоказання
Толтеродин протипоказаний при підвищеній чутливості до препарату, при порушеннях відтоку сечі, міастенії, закритокутовій глаукомі, важкому неспецифічному виразковому коліті, мегаколоні, вагітності, годуванні грудьми. Толтеродин не рекомендований до застосування в дитячому віці.

## Форми випуску
Толтеродин випускається у вигляді таблеток по 0,001 і 0,002 г; та желатинових капсул по 0,002 і 0,004 г.